# Vedano al Lambro
Vedano al Lambro är en ort och kommun i provinsen Monza e Brianza i regionen Lombardiet i Italien. Kommunen hade 7 578 invånare (2018).